# Loge Saint Jean de la Réunion
Loge Saint Jean de la Réunion was een vrijmetselaarsloge in Demerary, toenmalig Nederlands-Guiana, huidig Guyana.
De loge werd in 1771 gesticht, op hetzelfde moment toen de loge Concordia in Paramaribo heropgericht werd. Hiervoor verkreeg ze de toestemming van de grootloge in Nederland. De loge had sterke banden met Amsterdam en heeft hoogstens enkele decennia bestaan.